# La Liga Argentina (básquet) 2024-25
La temporada 2024-2025 de la Liga Argentina de Básquet, el segundo escalón del básquetbol argentino, esta estipulada para comenzar a fines de octubre de 2024 con la intervención de 32 equipos.
Se dividirá en dos fases, denominadas como Liga Argentina Apertura y Liga Argentina Clausura. Habrá un ascenso a la máxima categoría, Liga Nacional de Básquet (2025-26), a definir en una final disputada por el campeón del Apertura y el campeón del Clausura. Los descensos a la Liga Federal de Básquetbol 2026 serán definidos por una tabla general con la suma de los dos torneos.

## Equipos participantes

### Cambio de plazas
| Obtiene una plaza                                 | Motivo                                                   |
| ------------------------------------------------- | -------------------------------------------------------- |
| Club Social y Deportivo Comunicaciones (Mercedes) | Desciende de Liga Nacional de Básquet 2023-24.           |
| Club El Talar                                     | Asciende de Liga Federal de Básquetbol 2024.             |
| Centenario Fotball Club Cultural y Deportivo      | Asciende de Liga Federal de Básquetbol 2024.             |
| Jujuy Básquet                                     | Le compra la plaza a Jáchal Basquetbol Club.             |
| Club Atlético Estudiantes (Tucumán)               | Le compra la plaza a Ameghino de Villa María.            |
| Club Tomás de Rocamora                            | Realiza una alianza deportiva con Atlético Echagüe Club. |

| Pierde la plaza                            | Motivo                                                      |
| ------------------------------------------ | ----------------------------------------------------------- |
| Club Atlético Sarmiento (Resistencia)      | Desistió de participar la temporada anterior.               |
| Jáchal Basquetbol Club                     | Le vende su plaza a Jujuy Básquet                           |
| Ameghino de Villa María                    | Le vende su plaza a Club Atlético Estudiantes (Tucumán)     |
| Atlético Echagüe Club                      | Realiza una alianza deportiva con el Club Tomás de Rocamora |
| Club Gimnasia y Esgrima y Pedernera Unidos | Desistió de participar.                                     |

El equipo Regatas de San Nicolás había acordado con Atlético Echagüe para comprarle la plaza, pero la AdC abortó esa operación y terminó avalando que Tomás de Rocamora, que había descendido, ocupe ese lugar.
Los equipos son divididos en dos Conferencias, Norte y Sur, cada una con 16 equipos para el Torneo Clausura, y subdivididos en cuatro zonas para el Torneo Apertura.
| Conferencia Norte | Conferencia Norte | Conferencia Norte                   | Conferencia Norte        | Conferencia Norte                      | Conferencia Norte |
| Zona              | Club              | Ciudad                              | Entrenador               | Estadio                                | Capacidad         |
| ----------------- | ----------------- | ----------------------------------- | ------------------------ | -------------------------------------- | ----------------- |
| A                 | Barrio Parque     | Córdoba                             | Nicolás Arduh            | El Teatro del Parque                   | 700               |
| A                 | Centenario        | Venado Tuerto (Santa Fe)            | Fernando Aguilar         | Estadio Mateo Migiliore                |                   |
| A                 | Colón             | Santa Fe                            | Juan Francisco Ponce     | Estadio Roque Otrino                   | 400               |
| A                 | Deportivo Norte   | Armstrong (Santa Fe)                | Alejandro Cupulutti      | Estadio Jorge Ferrero                  | 1.200             |
| A                 | Provincial        | Rosario                             | Ivan Acosta              | Estadio Salvador Bonilla               |                   |
| A                 | Rivadavia         | Rivadavia (Mendoza)                 | Sebastian Torre          | Estadio Leopoldo Juan Brozovix         | 900               |
| A                 | San Isidro        | San Francisco (Córdoba)             | Sebastian Porta Bosco    | Estadio Antonio Manno                  | 2.200             |
| A                 | Sportivo Suardi   | Suardi (Santa Fe)                   | Andres Poi               | Estadio El Gigante de la Avenida       |                   |
| B                 | Amancay           | La Rioja                            | Gabriel Albornoz         | Estadio Cristóbal Romero               |                   |
| B                 | Comunicaciones    | Mercedes (Corrientes)               | Eduardo Japez            | Estadio de Comunicaciones              | 3500              |
| B                 | Estudiantes       | San Miguel de Tucumán               | Martin Manuel De Zan     |                                        |                   |
| B                 | Independiente BBC | Santiago del Estero                 | Julián Pagura            | Estadio Dr. Israel Parnas              | 1.000             |
| B                 | Jujuy Básquet     | San Salvador de Jujuy               | Fabian Daveiro           | Estadio Federación de Básquet de Jujuy | 2.000             |
| B                 | Montmartre        | San Fernando del Valle de Catamarca | Eric Hernan Rovner       | Polideportivo Fray Mamerto Esquiú      | 4.800             |
| B                 | Salta Basket      | Salta                               | Ricardo De Cecco         | Estadio Delmi                          | 10.000            |
| B                 | Villa San Martín  | Resistencia                         | Carlos Gaston Castro     | Estadio de Villa San Martín            | 1.200             |
| Conferencia Sur   |                   |                                     |                          |                                        |                   |
| Zona              | Club              | Ciudad                              | Entrenador               | Estadio                                | Capacidad         |
| A                 | El Talar          | Buenos Aires                        | Leandro Genovese         | Polideportivo Las Malvinas             |                   |
| A                 | GELP              | La Plata                            | Fabian Renda             | Polideportivo Víctor Nethol            | 3.000             |
| A                 | Hispano Americano | Río Gallegos                        | Pablo Castro             | Gimnasio Eva Perón                     |                   |
| A                 | La Unión          | Colón (Entre Ríos)                  | Martin Guastavino        | Estadio Carlos José Delasoie           | 1.300             |
| A                 | Lanús             | Lanús (Buenos Aires)                | Sebastian Saborido       | Microestadio Antonio Rotili            | 3.000             |
| A                 | Pilar             | Pilar (Buenos Aires)                | Roberto Pavlotsky        | Gimnasio Javier Peverelli              |                   |
| A                 | Racing Club       | Avellaneda (Buenos Aires)           | Fernando Rosanova        | Centro Deportivo Racing Club           |                   |
| A                 | Tomás de Rocamora | Concepción del Uruguay (Entre Ríos) | Cristian Domínguez       | Estadio Julio César Paccagnella        | 1.000             |
| B                 | Ciclista          | Junín (Buenos Aires)                | Daniel Jaule             | Estadio El Coliseo del Boulevard       | 2.500             |
| B                 | Deportivo Viedma  | Viedma                              | Guillermo Bogliacino     | Polideportivo Ángel Cayetano Arias     | 2.500             |
| B                 | Pergamino         | Pergamino (Buenos Aires)            | Laura Cors               | Estadio Ricardo «Dorado» Merlo         | 200               |
| B                 | Pico FC           | General Pico (La Pampa)             | Lisandro De Tomasi       | Estadio Parque Angel Larrea            | 2.000             |
| B                 | Quilmes           | Mar del Plata (Buenos Aires)        | Ezequiel Santiago Medina | Microestadio José Martinez             | 1.000             |
| B                 | Racing (CH)       | Chivilcoy (Buenos Aires)            | Diego D´Ambrosio         | Grilon Arena                           |                   |
| B                 | Union             | Mar del Plata (Buenos Aires)        | Fernando Rivero          | Estadio Polideportivo Islas Malvinas   | 8.000             |
| B                 | Villa Mitre (BB)  | Bahía Blanca (Buenos Aires)         | Hernan Ferrero           | Estadio Jose Martinez                  | 2.800             |

El Club Provincial de Rosario ahora forma parte de la Conferencia Norte, a diferencia de la temporada anterior, donde fue participante de la Conferencia Sur

### Distribución geográfica
| Región                    | Cantidad |
| ------------------------- | -------- |
| Provincia de Buenos Aires | 10       |
| Provincia de Santa Fe     | 5        |
| Entre Ríos                | 2        |
| Provincia de Córdoba      | 2        |
| Buenos Aires              | 1        |
| Catamarca                 | 1        |
| Chaco                     | 1        |
| La Pampa                  | 1        |
| Mendoza                   | 1        |
| Provincia de Corrientes   | 1        |
| Provincia de Jujuy        | 1        |
| Provincia de La Rioja     | 1        |
| Provincia de Tucumán      | 1        |
| Salta                     | 1        |
| Santa Cruz                | 1        |
| Santiago del Estero       | 1        |
| Río Negro                 | 1        |

## Formato de disputa

### Apertura
Cada Conferencia de 16 equipos estará compuesta por 2 grupos de 8 equipos cada uno, de acuerdo a la cercanía geográfica. Se prevén 14 juegos por equipo, disputando cada Conferencia 4 cuadrangulares con sus 16 participantes. 
Los cuadrangulares se disputarán en la sede de los equipos clasificados 1° y 2° de cada Zona y el calendario se conformará con la disputa de partidos, todos contra todos, entre los clubes de cada grupo de cada Conferencia. 
- Grupo 1: 1°-6° Zona A y 4°-8° Zona B
- Grupo 2: 1°-6° Zona B y 4°-8° Zona A
- Grupo 3: 2°-5° Zona A y 3°-7° Zona B
- Grupo 4: 2°-5° Zona B y 3°-7° Zona A

Los ubicados en primer y segundo puesto de cada Grupo clasificarán al Cuadrangular Semifinal de cada Conferencia. Los perdedores terminan su participación en el Torneo Apertura. Cada Cuadrangular se desarrollará en una única sede, a designarse por licitación.
- Grupo A: 1° Grupo 1, 1° Grupo 4, 2° Grupo 2, 2° Grupo 3
- Grupo B: 1° Grupo 2, 1° Grupo 3, 2° Grupo 1, 2° Grupo 4

Los ganadores de cada Cuadrangular Semifinal clasificarán al Final Four del Torneo Apertura. Los perdedores terminan su participación en el Torneo Apertura. 
El Final Four será en formato todos contra todos, en sede única a designarse por licitación. El ganador se adjudicará el título de CAMPEÓN DEL TORNEO APERTURA DE LA LIGA ARGENTINA y adquirirá el derecho a participar por la FINAL ASCENSO contra el ganador del TORNEO CLAUSURA.

### Clausura
Está estipulada para comienzos de febrero. Cada Conferencia de 16 equipos estará compuesta por 2 grupos de 8 equipos cada uno, de acuerdo a la cercanía geográfica. Se prevén 14 juegos por equipo en la fase regular y un etapa de Playoffs comenzando en 16° de final.

## Torneo Apertura

### Primera Ronda

#### Conferencia Norte

##### Zona A
| Pos | Equipo          | PJ | PG | PP | Pts |
| --- | --------------- | -- | -- | -- | --- |
| 1.º | Suardi          | 14 | 9  | 5  | 23  |
| 2.º | Centenario      | 14 | 9  | 5  | 23  |
| 3.º | Barrio Parque   | 14 | 9  | 5  | 23  |
| 4.º | San Isidro      | 14 | 9  | 5  | 23  |
| 5.º | Rivadavia       | 14 | 7  | 7  | 21  |
| 6.º | Provincial      | 14 | 5  | 9  | 19  |
| 7.º | Deportivo Norte | 14 | 5  | 9  | 19  |
| 8.º | Colón           | 14 | 3  | 11 | 15  |

##### Zona B
| Pos | Equipo           | PJ | PG | PP | Pts |
| --- | ---------------- | -- | -- | -- | --- |
| 1.º | Independiente    | 14 | 10 | 4  | 24  |
| 2.º | Comunicaciones   | 14 | 10 | 4  | 24  |
| 3.º | Villa San Martín | 14 | 10 | 4  | 24  |
| 4.º | Amancay          | 14 | 8  | 6  | 22  |
| 5.º | Jujuy Básquet    | 14 | 7  | 7  | 21  |
| 6.º | Montmartre       | 14 | 4  | 10 | 18  |
| 7.º | Salta Basket     | 14 | 4  | 10 | 18  |
| 8.º | Estudiantes      | 14 | 3  | 11 | 17  |

#### Conferencia Sur

##### Zona A
| Pos | Equipo        | PJ | PG | PP | Pts |
| --- | ------------- | -- | -- | -- | --- |
| 1.º | Lanús         | 14 | 13 | 1  | 27  |
| 2.º | La Unión (C)  | 14 | 9  | 5  | 23  |
| 3.º | El Talar      | 14 | 8  | 6  | 22  |
| 4.º | Racing (A)    | 14 | 8  | 6  | 22  |
| 5.º | Hispano       | 14 | 7  | 7  | 21  |
| 6.º | Gimnasia (LP) | 14 | 6  | 8  | 20  |
| 7.º | Pilar         | 14 | 3  | 11 | 14  |
| 8.º | Rocamora      | 14 | 2  | 12 | 16  |

##### Zona B
| Pos | Equipo            | PJ | PG | PP | Pts |
| --- | ----------------- | -- | -- | -- | --- |
| 1.º | Deportivo Viedma  | 14 | 11 | 3  | 25  |
| 2.º | Quilmes           | 14 | 8  | 6  | 22  |
| 3.º | Pico FC           | 14 | 8  | 6  | 22  |
| 4.º | Racing (CH)       | 14 | 7  | 7  | 21  |
| 5.º | Unión (MDP)       | 14 | 7  | 7  | 21  |
| 6.º | Villa Mitre       | 14 | 6  | 8  | 20  |
| 7.º | Pergamino Básquet | 14 | 5  | 9  | 19  |
| 8.º | Ciclista (J)      | 14 | 4  | 10 | 18  |

### Segunda Ronda

#### Conferencia Norte

##### Grupo 1
| Pos | Equipo      | PJ | PG | PP | Pts |
| --- | ----------- | -- | -- | -- | --- |
| 1.º | Suardi      | 3  | 3  | 0  | 6   |
| 2.º | Amancay     | 3  | 2  | 1  | 5   |
| 3.º | Provincial  | 3  | 2  | 1  | 5   |
| 4.º | Estudiantes | 3  | 0  | 3  | 3   |

##### Grupo 2
| Pos | Equipo        | PJ | PG | PP | Pts |
| --- | ------------- | -- | -- | -- | --- |
| 1.º | Independiente | 3  | 2  | 1  | 5   |
| 2.º | San Isidro    | 3  | 2  | 1  | 5   |
| 3.º | Salta Basket  | 3  | 1  | 2  | 4   |
| 4.º | Colón         | 3  | 1  | 2  | 4   |

##### Grupo 3
| Pos | Equipo           | PJ | PG | PP | Pts |
| --- | ---------------- | -- | -- | -- | --- |
| 1.º | Centenario       | 3  | 3  | 0  | 6   |
| 2.º | Villa San Martín | 3  | 2  | 1  | 5   |
| 3.º | Rivadavia        | 3  | 2  | 1  | 5   |
| 4.º | Montmartre       | 3  | 0  | 3  | 3   |

##### Grupo 4
| Pos | Equipo          | PJ | PG | PP | Pts |
| --- | --------------- | -- | -- | -- | --- |
| 1.º | Comunicaciones  | 3  | 2  | 1  | 5   |
| 2.º | Jujuy Basquet   | 3  | 2  | 1  | 5   |
| 3.º | Deportivo Norte | 3  | 1  | 2  | 4   |
| 4.º | Barrio Parque   | 3  | 1  | 2  | 4   |

#### Conferencia Sur

##### Grupo 1
| Pos | Equipo        | PJ | PG | PP | Pts |
| --- | ------------- | -- | -- | -- | --- |
| 1.º | Racing (CH)   | 3  | 2  | 1  | 5   |
| 2.º | Ciclista (J)  | 3  | 2  | 1  | 5   |
| 3.º | Lanús         | 3  | 1  | 2  | 4   |
| 4.º | Gimnasia (LP) | 3  | 1  | 2  | 4   |

##### Grupo 2
| Pos | Equipo           | PJ | PG | PP | Pts |
| --- | ---------------- | -- | -- | -- | --- |
| 1.º | Deportivo Viedma | 3  | 3  | 0  | 6   |
| 2.º | Villa Mitre      | 3  | 2  | 1  | 5   |
| 3.º | Racing (A)       | 3  | 2  | 1  | 5   |
| 4.º | Pilar            | 3  | 0  | 3  | 3   |

##### Grupo 3
| Pos | Equipo            | PJ | PG | PP | Pts |
| --- | ----------------- | -- | -- | -- | --- |
| 1.º | La Unión (C)      | 3  | 3  | 0  | 6   |
| 2.º | Pico FC           | 3  | 2  | 1  | 5   |
| 3.º | Pergamino Básquet | 3  | 2  | 1  | 5   |
| 4.º | Hispano           | 3  | 0  | 3  | 3   |

##### Grupo 4
| Pos | Equipo      | PJ | PG | PP | Pts |
| --- | ----------- | -- | -- | -- | --- |
| 1.º | Quilmes     | 3  | 3  | 0  | 6   |
| 2.º | El Talar    | 3  | 2  | 1  | 5   |
| 3.º | Unión (MDP) | 3  | 2  | 1  | 5   |
| 4.º | Rocamora    | 3  | 0  | 3  | 3   |

### Cuadrangulares Semifinales

#### Conferencia Norte

##### Grupo A
| Pos | Equipo           | PJ | PG | PP | Pts |
| --- | ---------------- | -- | -- | -- | --- |
| 1.º | San Isidro       | 3  | 3  | 0  | 6   |
| 2.º | Suardi           | 3  | 2  | 1  | 5   |
| 3.º | Comunicaciones   | 3  | 2  | 1  | 5   |
| 4.º | Villa San Martín | 3  | 0  | 3  | 3   |

##### Grupo B
| Pos | Equipo        | PJ | PG | PP | Pts |
| --- | ------------- | -- | -- | -- | --- |
| 1.º | Amancay       | 3  | 2  | 1  | 5   |
| 2.º | Centenario    | 3  | 2  | 1  | 5   |
| 3.º | Jujuy Básquet | 3  | 2  | 1  | 5   |
| 4.º | Independiente | 3  | 0  | 3  | 3   |

#### Conferencia Sur

##### Grupo A
| Pos | Equipo      | PJ | PG | PP | Pts |
| --- | ----------- | -- | -- | -- | --- |
| 1.º | Pico FC     | 3  | 3  | 0  | 6   |
| 2.º | Racing (CH) | 3  | 2  | 1  | 5   |
| 3.º | Villa Mitre | 3  | 2  | 1  | 5   |
| 4.º | Quilmes     | 3  | 0  | 3  | 3   |

##### Grupo B
| Pos | Equipo           | PJ | PG | PP | Pts |
| --- | ---------------- | -- | -- | -- | --- |
| 1.º | Deportivo Viedma | 3  | 3  | 0  | 6   |
| 2.º | La Unión (C)     | 3  | 2  | 1  | 5   |
| 3.º | Ciclista (J)     | 3  | 2  | 1  | 5   |
| 4.º | El Talar         | 3  | 0  | 3  | 3   |

### Cuadrangular Final
| Pos | Equipo           | PJ | PG | PP | Pts |
| --- | ---------------- | -- | -- | -- | --- |
| 1.º | San Isidro       | 3  | 3  | 0  | 6   |
| 2.º | Deportivo Viedma | 3  | 2  | 1  | 5   |
| 3.º | Pico FC          | 3  | 2  | 1  | 5   |
| 4.º | Amancay          | 3  | 0  | 3  | 3   |

## Torneo Clausura

### Conferencia Norte

#### Zona A
| Pos | Equipo          | PJ | PG | PP | Pts |
| --- | --------------- | -- | -- | -- | --- |
| 1.º | Suardi          | 14 | 10 | 4  | 24  |
| 2.º | Centenario      | 14 | 9  | 5  | 23  |
| 3.º | San Isidro      | 14 | 8  | 6  | 22  |
| 4.º | Deportivo Norte | 14 | 8  | 6  | 22  |
| 5.º | Colón           | 14 | 7  | 7  | 21  |
| 6.º | Barrio Parque   | 14 | 5  | 9  | 19  |
| 7.º | Rivadavia       | 14 | 5  | 9  | 19  |
| 8.º | Provincial      | 14 | 4  | 10 | 18  |

#### Zona B
| Pos | Equipo           | PJ | PG | PP | Pts |
| --- | ---------------- | -- | -- | -- | --- |
| 1.º | Amancay          | 14 | 11 | 3  | 25  |
| 2.º | Villa San Martín | 14 | 9  | 5  | 23  |
| 3.º | Independiente    | 14 | 8  | 6  | 22  |
| 4.º | Jujuy Básquet    | 14 | 8  | 6  | 22  |
| 5.º | Comunicaciones   | 14 | 7  | 7  | 21  |
| 6.º | Estudiantes      | 14 | 6  | 8  | 20  |
| 7.º | Salta Basket     | 14 | 5  | 9  | 19  |
| 8.º | Montmartre       | 14 | 2  | 12 | 16  |

### Conferencia Sur

#### Zona A
| Pos | Equipo        | PJ | PG | PP | Pts |
| --- | ------------- | -- | -- | -- | --- |
| 1.º | Lanús         | 14 | 12 | 2  | 26  |
| 2.º | La Unión (C)  | 14 | 10 | 4  | 24  |
| 3.º | Gimnasia (LP) | 14 | 9  | 5  | 23  |
| 4.º | Racing (A)    | 14 | 9  | 5  | 23  |
| 5.º | Rocamora      | 13 | 5  | 8  | 18  |
| 6.º | El Talar      | 14 | 5  | 9  | 19  |
| 7.º | Hispano       | 14 | 3  | 11 | 17  |
| 8.º | Pilar         | 14 | 3  | 11 | 17  |

#### Zona B
| Pos | Equipo            | PJ | PG | PP | Pts |
| --- | ----------------- | -- | -- | -- | --- |
| 1.º | Racing (CH)       | 14 | 10 | 4  | 24  |
| 2.º | Pico FC           | 14 | 10 | 4  | 24  |
| 3.º | Deportivo Viedma  | 14 | 10 | 4  | 24  |
| 4.º | Quilmes           | 14 | 7  | 7  | 21  |
| 5.º | Pergamino Básquet | 14 | 6  | 8  | 20  |
| 6.º | Villa Mitre       | 14 | 5  | 9  | 19  |
| 7.º | Unión (MDP)       | 14 | 5  | 9  | 19  |
| 8.º | Ciclista (J)      | 14 | 3  | 11 | 17  |

### Playoffs

#### Octavos de final de conferencia

##### Conferencia Norte

###### Centenario vs Salta Basket
| 16 de marzo, 21:30 | Salta Basket | 94–78 | Centenario | Salta                         |  |  |
|                    |              |       |            |                               |  |  |
|                    |              |       |            | Pabellón: Polideportivo Delmi |  |  |
| Serie: 1-0         |              |       |            |                               |  |  |
|                    |              |       |            |                               |  |  |

| 20 de marzo, 21:00 | Centenario | 65–73 | Salta Basket | Venado Tuerto             |  |  |
|                    |            |       |              |                           |  |  |
|                    |            |       |              | Pabellón: Mateo Migiliore |  |  |
| Serie: 0-2         |            |       |              |                           |  |  |
|                    |            |       |              |                           |  |  |

###### San Isidro vs Estudiantes
| 16 de marzo, 21:30 | Estudiantes | 93–71 | San Isidro | San Miguel de Tucumán      |  |  |
|                    |             |       |            |                            |  |  |
|                    |             |       |            | Pabellón: Dionisio Muruaga |  |  |
| Serie: 1-0         |             |       |            |                            |  |  |
|                    |             |       |            |                            |  |  |

| 20 de marzo, 21:00 | San Isidro | 91–56 | Estudiantes | San Francisco           |  |  |
|                    |            |       |             |                         |  |  |
|                    |            |       |             | Pabellón: Antonio Manno |  |  |
| Serie: 1-1         |            |       |             |                         |  |  |
|                    |            |       |             |                         |  |  |

| 21 de marzo, 21:00 | San Isidro | 78–72 | Estudiantes | San Francisco           |  |  |
|                    |            |       |             |                         |  |  |
|                    |            |       |             | Pabellón: Antonio Manno |  |  |
| Serie: 2-1         |            |       |             |                         |  |  |
|                    |            |       |             |                         |  |  |

###### Deportivo Norte vs Comunicaciones
| 16 de marzo, 21:00 | Comunicaciones | 85–69 | Deportivo Norte | Mercedes              |  |  |
|                    |                |       |                 |                       |  |  |
|                    |                |       |                 | Pabellón: El Plateado |  |  |
| Serie: 1-0         |                |       |                 |                       |  |  |
|                    |                |       |                 |                       |  |  |

| 20 de marzo, 21:00 | Deportivo Norte | 63–79 | Comunicaciones | Armstrong               |  |  |
|                    |                 |       |                |                         |  |  |
|                    |                 |       |                | Pabellón: Jorge Ferrero |  |  |
| Serie: 0-2         |                 |       |                |                         |  |  |
|                    |                 |       |                |                         |  |  |

###### Villa San Martín vs Provincial
| 16 de marzo, 20:30 | Provincial | 70–78 | Villa San Martín | Rosario                    |  |  |
|                    |            |       |                  |                            |  |  |
|                    |            |       |                  | Pabellón: Salvador Bonilla |  |  |
| Serie: 0-1         |            |       |                  |                            |  |  |
|                    |            |       |                  |                            |  |  |

| 20 de marzo, 21:30 | Villa San Martín | 78–68 | Provincial | Resistencia                |  |  |
|                    |                  |       |            |                            |  |  |
|                    |                  |       |            | Pabellón: Villa San Martín |  |  |
| Serie: 2-0         |                  |       |            |                            |  |  |
|                    |                  |       |            |                            |  |  |

###### Independiente vs Rivadavia
| 16 de marzo, 21:00 | Rivadavia | 81–83 | Independiente | Rivadavia                   |  |  |
|                    |           |       |               |                             |  |  |
|                    |           |       |               | Pabellón: Leopoldo Brozovix |  |  |
| Serie: 0-1         |           |       |               |                             |  |  |
|                    |           |       |               |                             |  |  |

| 20 de marzo, 22:00 | Independiente | 90–62 | Rivadavia | Santiago del Estero         |  |  |
|                    |               |       |           |                             |  |  |
|                    |               |       |           | Pabellón: Dr. Israel Parnas |  |  |
| Serie: 2-0         |               |       |           |                             |  |  |
|                    |               |       |           |                             |  |  |

###### Jujuy Básquet vs Barrio Parque
| 16 de marzo, 21:00 | Barrio Parque | 68–44 | Jujuy Básquet | Córdoba                        |  |  |
|                    |               |       |               |                                |  |  |
|                    |               |       |               | Pabellón: El Teatro del Parque |  |  |
| Serie: 1-0         |               |       |               |                                |  |  |
|                    |               |       |               |                                |  |  |

| 20 de marzo, 21:30 | Jujuy Básquet | 65–77 | Barrio Parque | San Salvador de Jujuy                    |  |  |
|                    |               |       |               |                                          |  |  |
|                    |               |       |               | Pabellón: Federación de Básquet de Jujuy |  |  |
| Serie: 0-2         |               |       |               |                                          |  |  |
|                    |               |       |               |                                          |  |  |

##### Conferencia Sur

###### La Unión (Colón) vs Unión (Mar del Plata)
| 17 de marzo, 21:00 | Unión (MDP) | 84–82 | La Unión (C) | Santa Clara del Mar                         |  |  |
|                    |             |       |              |                                             |  |  |
|                    |             |       |              | Pabellón: Polideportivo Santa Clara del Mar |  |  |
| Serie: 1-0         |             |       |              |                                             |  |  |
|                    |             |       |              |                                             |  |  |

| 22 de marzo, 21:30 | La Unión (C) | 75–54 | Unión (MDP) | Colón                          |  |  |
|                    |              |       |             |                                |  |  |
|                    |              |       |             | Pabellón: Carlos José Delasoie |  |  |
| Serie: 1-1         |              |       |             |                                |  |  |
|                    |              |       |             |                                |  |  |

| 23 de marzo, 21:30 | La Unión (C) | 92–89 | Unión (MDP) | Colón                          |  |  |
|                    |              |       |             |                                |  |  |
|                    |              |       |             | Pabellón: Carlos José Delasoie |  |  |
| Serie: 2-1         |              |       |             |                                |  |  |
|                    |              |       |             |                                |  |  |

###### Gimnasia (La Plata) vs Villa Mitre
| 19 de marzo, 21:10 | Villa Mitre | 92–79 | Gimnasia (LP) | Bahía Blanca            |  |  |
|                    |             |       |               |                         |  |  |
|                    |             |       |               | Pabellón: José Martínez |  |  |
| Serie: 1-0         |             |       |               |                         |  |  |
|                    |             |       |               |                         |  |  |

| 22 de marzo, 20:30 | Gimnasia (LP) | 96–91 | Villa Mitre | La Plata                |  |  |
|                    |               |       |             |                         |  |  |
|                    |               |       |             | Pabellón: Víctor Nethol |  |  |
| Serie: 1-1         |               |       |             |                         |  |  |
|                    |               |       |             |                         |  |  |

| 23 de marzo, 20:30 | Gimnasia (LP) | 96–85 | Villa Mitre | La Plata                |  |  |
|                    |               |       |             |                         |  |  |
|                    |               |       |             | Pabellón: Víctor Nethol |  |  |
| Serie: 2-1         |               |       |             |                         |  |  |
|                    |               |       |             |                         |  |  |

###### Racing Club (Avellaneda) vs Pergamino Básquet
| 17 de marzo, 21:30 | Pergamino Básquet | 81–71 | Racing (A) | Pergamino               |  |  |
|                    |                   |       |            |                         |  |  |
|                    |                   |       |            | Pabellón: Ricardo Merlo |  |  |
| Serie: 1-0         |                   |       |            |                         |  |  |
|                    |                   |       |            |                         |  |  |

| 22 de marzo, 22:00 | Racing (A) | 69–71 | Pergamino Básquet | Avellaneda                             |  |  |
|                    |            |       |                   |                                        |  |  |
|                    |            |       |                   | Pabellón: Centro Deportivo Racing Club |  |  |
| Serie: 0-2         |            |       |                   |                                        |  |  |
|                    |            |       |                   |                                        |  |  |

###### Pico FC vs Hispano
| 17 de marzo, 21:30 | Hispano | 93–82 | Pico FC | Río Gallegos        |  |  |
|                    |         |       |         |                     |  |  |
|                    |         |       |         | Pabellón: Eva Perón |  |  |
| Serie: 1-0         |         |       |         |                     |  |  |
|                    |         |       |         |                     |  |  |

| 22 de marzo, 21:00 | Pico FC | 89–65 | Hispano | General Pico                  |  |  |
|                    |         |       |         |                               |  |  |
|                    |         |       |         | Pabellón: Parque Ángel Larrea |  |  |
| Serie: 1-1         |         |       |         |                               |  |  |
|                    |         |       |         |                               |  |  |

| 23 de marzo, 21:00 | Pico FC | 85–72 | Hispano | General Pico                  |  |  |
|                    |         |       |         |                               |  |  |
|                    |         |       |         | Pabellón: Parque Ángel Larrea |  |  |
| Serie: 2-1         |         |       |         |                               |  |  |
|                    |         |       |         |                               |  |  |

###### Deportivo Viedma vs El Talar
| 17 de marzo, 21:00 | El Talar | 66–81 | Deportivo Viedma | Tres de Febrero               |  |  |
|                    |          |       |                  |                               |  |  |
|                    |          |       |                  | Pabellón: Microestadio UNTREF |  |  |
| Serie: 0-1         |          |       |                  |                               |  |  |
|                    |          |       |                  |                               |  |  |

| 22 de marzo, 21:30 | Deportivo Viedma | 82–71 | El Talar | Viedma                         |  |  |
|                    |                  |       |          |                                |  |  |
|                    |                  |       |          | Pabellón: Ángel Cayetano Arias |  |  |
| Serie: 2-0         |                  |       |          |                                |  |  |
|                    |                  |       |          |                                |  |  |

###### Quilmes vs Rocamora
| 17 de marzo, 21:00 | Rocamora | 78–81 | Quilmes | Concepción del Uruguay            |  |  |
|                    |          |       |         |                                   |  |  |
|                    |          |       |         | Pabellón: Julio César Paccagnella |  |  |
| Serie: 0-1         |          |       |         |                                   |  |  |
|                    |          |       |         |                                   |  |  |

| 22 de marzo, 21:00 | Quilmes | 83–68 | Rocamora | Mar del Plata           |  |  |
|                    |         |       |          |                         |  |  |
|                    |         |       |          | Pabellón: José Martínez |  |  |
| Serie: 2-0         |         |       |          |                         |  |  |
|                    |         |       |          |                         |  |  |

#### Cuadro final
|  | Cuartos de final de conferencia | Cuartos de final de conferencia | Cuartos de final de conferencia |   |                  | Semifinales de conferencia | Semifinales de conferencia | Semifinales de conferencia |  |    | Finales de conferencia | Finales de conferencia | Finales de conferencia |  |    | Finales     | Finales | Finales |
|  |                                 |                                 |                                 |   |                  |                            |                            |                            |  |    |                        |                        |                        |  |    |             |         |         |
|  | 1A                              | Lanús                           | 3                               |   |                  |                            |                            |                            |  |    |                        |                        |                        |  |    |             |         |         |
|  | 6                               | Quilmes                         | 0                               |   |                  |                            |                            |                            |  |    |                        |                        |                        |  |    |             |         |         |
|  | 6                               | Quilmes                         | 0                               |   | 1A               | Lanús                      | 3                          |                            |  |    |                        |                        |                        |  |    |             |         |         |
|  |                                 |                                 |                                 |   | 1A               | Lanús                      | 3                          |                            |  |    |                        |                        |                        |  |    |             |         |         |
|  |                                 | 2                               | Gimnasia (LP)                   | 0 |                  |                            |                            |                            |  |    |                        |                        |                        |  |    |             |         |         |
|  | 4                               | 2                               | Gimnasia (LP)                   | 0 | Pico FC          | 2                          |                            |                            |  |    |                        |                        |                        |  |    |             |         |         |
|  | 4                               |                                 |                                 |   | Pico FC          | 2                          |                            |                            |  |    |                        |                        |                        |  |    |             |         |         |
|  | 2                               | Gimnasia (LP)                   | 3                               |   |                  |                            |                            |                            |  |    |                        |                        |                        |  |    |             |         |         |
|  | 2                               | Gimnasia (LP)                   | 3                               |   |                  |                            |                            |                            |  | 1A | Lanús                  | 1                      |                        |  |    |             |         |         |
|  | Conferencia Sur                 |                                 |                                 |   |                  |                            |                            |                            |  | 1A | Lanús                  | 1                      |                        |  |    |             |         |         |
|  |                                 | 1B                              | Racing (CH)                     | 3 |                  |                            |                            |                            |  |    |                        |                        |                        |  |    |             |         |         |
|  | 1                               | 1B                              | Racing (CH)                     | 3 | La Unión (C)     | 1                          |                            |                            |  |    |                        |                        |                        |  |    |             |         |         |
|  | 1                               |                                 |                                 |   | La Unión (C)     | 1                          |                            |                            |  |    |                        |                        |                        |  |    |             |         |         |
|  | 5                               | Deportivo Viedma                | 3                               |   |                  |                            |                            |                            |  |    |                        |                        |                        |  |    |             |         |         |
|  | 5                               | Deportivo Viedma                | 3                               |   | 1B               | Racing (CH)                | 3                          |                            |  |    |                        |                        |                        |  |    |             |         |         |
|  |                                 |                                 |                                 |   | 1B               | Racing (CH)                | 3                          |                            |  |    |                        |                        |                        |  |    |             |         |         |
|  |                                 | 5                               | Deportivo Viedma                | 0 |                  |                            |                            |                            |  |    |                        |                        |                        |  |    |             |         |         |
|  | 1B                              | 5                               | Deportivo Viedma                | 0 | Racing (CH)      | 3                          |                            |                            |  |    |                        |                        |                        |  |    |             |         |         |
|  | 1B                              |                                 |                                 |   | Racing (CH)      | 3                          |                            |                            |  |    |                        |                        |                        |  |    |             |         |         |
|  | 3                               | Pergamino Básquet               | 1                               |   |                  |                            |                            |                            |  |    |                        |                        |                        |  |    |             |         |         |
|  | 3                               | Pergamino Básquet               | 1                               |   |                  |                            |                            |                            |  |    |                        |                        |                        |  | 1B | Racing (CH) | 3       |         |
|  |                                 |                                 |                                 |   |                  |                            |                            |                            |  |    |                        |                        |                        |  | 1B | Racing (CH) | 3       |         |
|  |                                 | 1A                              | Suardi                          | 0 |                  |                            |                            |                            |  |    |                        |                        |                        |  |    |             |         |         |
|  | 1A                              | 1A                              | Suardi                          | 0 | Suardi           | 3                          |                            |                            |  |    |                        |                        |                        |  |    |             |         |         |
|  | 1A                              |                                 |                                 |   | Suardi           | 3                          |                            |                            |  |    |                        |                        |                        |  |    |             |         |         |
|  | 6                               | Barrio Parque                   | 1                               |   |                  |                            |                            |                            |  |    |                        |                        |                        |  |    |             |         |         |
|  | 6                               | Barrio Parque                   | 1                               |   | 1A               | Suardi                     | 3                          |                            |  |    |                        |                        |                        |  |    |             |         |         |
|  |                                 |                                 |                                 |   | 1A               | Suardi                     | 3                          |                            |  |    |                        |                        |                        |  |    |             |         |         |
|  |                                 | 2                               | San Isidro                      | 0 |                  |                            |                            |                            |  |    |                        |                        |                        |  |    |             |         |         |
|  | 4                               | 2                               | San Isidro                      | 0 | Villa San Martín | 2                          |                            |                            |  |    |                        |                        |                        |  |    |             |         |         |
|  | 4                               |                                 |                                 |   | Villa San Martín | 2                          |                            |                            |  |    |                        |                        |                        |  |    |             |         |         |
|  | 2                               | San Isidro                      | 3                               |   |                  |                            |                            |                            |  |    |                        |                        |                        |  |    |             |         |         |
|  | 2                               | San Isidro                      | 3                               |   |                  |                            |                            |                            |  | 1A | Suardi                 | 3                      |                        |  |    |             |         |         |
|  | Conferencia Norte               |                                 |                                 |   |                  |                            |                            |                            |  | 1A | Suardi                 | 3                      |                        |  |    |             |         |         |
|  |                                 | 5                               | Independiente                   | 2 |                  |                            |                            |                            |  |    |                        |                        |                        |  |    |             |         |         |
|  | 5                               | 5                               | Independiente                   | 2 | Independiente    | 3                          |                            |                            |  |    |                        |                        |                        |  |    |             |         |         |
|  | 5                               |                                 |                                 |   | Independiente    | 3                          |                            |                            |  |    |                        |                        |                        |  |    |             |         |         |
|  | 1                               | Salta Basket                    | 2                               |   |                  |                            |                            |                            |  |    |                        |                        |                        |  |    |             |         |         |
|  | 1                               | Salta Basket                    | 2                               |   | 1B               | Amancay                    | 2                          |                            |  |    |                        |                        |                        |  |    |             |         |         |
|  |                                 |                                 |                                 |   | 1B               | Amancay                    | 2                          |                            |  |    |                        |                        |                        |  |    |             |         |         |
|  |                                 | 5                               | Independiente                   | 3 |                  |                            |                            |                            |  |    |                        |                        |                        |  |    |             |         |         |
|  | 1B                              | 5                               | Independiente                   | 3 | Amancay          | 3                          |                            |                            |  |    |                        |                        |                        |  |    |             |         |         |
|  | 1B                              |                                 |                                 |   | Amancay          | 3                          |                            |                            |  |    |                        |                        |                        |  |    |             |         |         |
|  | 3                               | Comunicaciones                  | 2                               |   |                  |                            |                            |                            |  |    |                        |                        |                        |  |    |             |         |         |

Nota: en todas los cruces el equipo ubicado en la parte superior de la llave tiene la ventaja de localía.

#### Cuartos de final de conferencia

##### Conferencia Norte

###### Sportivo Suardi vs Barrio Parque
| 26 de marzo, 21:00 | Sportivo Suardi | 86–74 | Barrio Parque | Suardi                             |  |  |
|                    |                 |       |               |                                    |  |  |
|                    |                 |       |               | Pabellón: El Gigante de la Avenida |  |  |
| Serie: 1-0         |                 |       |               |                                    |  |  |
|                    |                 |       |               |                                    |  |  |

| 28 de marzo, 21:00 | Sportivo Suardi | 93–83 | Barrio Parque | Suardi                             |  |  |
|                    |                 |       |               |                                    |  |  |
|                    |                 |       |               | Pabellón: El Gigante de la Avenida |  |  |
| Serie: 2-0         |                 |       |               |                                    |  |  |
|                    |                 |       |               |                                    |  |  |

| 2 de abril, 21:30 | Barrio Parque | 87–86 | Sportivo Suardi | Córdoba                        |  |  |
|                   |               |       |                 |                                |  |  |
|                   |               |       |                 | Pabellón: El Teatro del Parque |  |  |
| Serie: 1-2        |               |       |                 |                                |  |  |
|                   |               |       |                 |                                |  |  |

| 4 de abril, 21:30 | Barrio Parque | 84–87 | Sportivo Suardi | Córdoba                        |  |  |
|                   |               |       |                 |                                |  |  |
|                   |               |       |                 | Pabellón: El Teatro del Parque |  |  |
| Serie: 1-3        |               |       |                 |                                |  |  |
|                   |               |       |                 |                                |  |  |

###### Villa San Martín vs San Isidro
| 26 de marzo, 21:40 | Villa San Martín | 80–72 | San Isidro | Resistencia                |  |  |
|                    |                  |       |            |                            |  |  |
|                    |                  |       |            | Pabellón: Villa San Martín |  |  |
| Serie: 1-0         |                  |       |            |                            |  |  |
|                    |                  |       |            |                            |  |  |

| 28 de marzo, 21:30 | Villa San Martín | 58–67 | San Isidro | Resistencia                |  |  |
|                    |                  |       |            |                            |  |  |
|                    |                  |       |            | Pabellón: Villa San Martín |  |  |
| Serie: 1-1         |                  |       |            |                            |  |  |
|                    |                  |       |            |                            |  |  |

| 1 de abril, 21:00 | San Isidro | 72–80 | Villa San Martín | San Francisco           |  |  |
|                   |            |       |                  |                         |  |  |
|                   |            |       |                  | Pabellón: Antonio Manno |  |  |
| Serie: 1-2        |            |       |                  |                         |  |  |
|                   |            |       |                  |                         |  |  |

| 3 de abril, 21:00 | San Isidro | 72–61 | Villa San Martín | San Francisco           |  |  |
|                   |            |       |                  |                         |  |  |
|                   |            |       |                  | Pabellón: Antonio Manno |  |  |
| Serie: 2-2        |            |       |                  |                         |  |  |
|                   |            |       |                  |                         |  |  |

| 6 de abril, 21:30 | Villa San Martín | 61–63 | San Isidro | Resistencia                |  |  |
|                   |                  |       |            |                            |  |  |
|                   |                  |       |            | Pabellón: Villa San Martín |  |  |
| Serie: 2-3        |                  |       |            |                            |  |  |
|                   |                  |       |            |                            |  |  |

###### Independiente vs Salta Basket
| 26 de marzo, 22:00 | Independiente | 72–63 | Salta Basket | Santiago del Estero         |  |  |
|                    |               |       |              |                             |  |  |
|                    |               |       |              | Pabellón: Dr. Israel Parnas |  |  |
| Serie: 1-0         |               |       |              |                             |  |  |
|                    |               |       |              |                             |  |  |

| 28 de marzo, 22:00 | Independiente | 79–81 | Salta Basket | Santiago del Estero         |  |  |
|                    |               |       |              |                             |  |  |
|                    |               |       |              | Pabellón: Dr. Israel Parnas |  |  |
| Serie: 1-1         |               |       |              |                             |  |  |
|                    |               |       |              |                             |  |  |

| 1 de abril, 21:30 | Salta Basket | 71–68 | Independiente | Salta                         |  |  |
|                   |              |       |               |                               |  |  |
|                   |              |       |               | Pabellón: Polideportivo Delmi |  |  |
| Serie: 2-1        |              |       |               |                               |  |  |
|                   |              |       |               |                               |  |  |

| 3 de abril, 21:30 | Salta Basket | 60–76 | Independiente | Salta                         |  |  |
|                   |              |       |               |                               |  |  |
|                   |              |       |               | Pabellón: Polideportivo Delmi |  |  |
| Serie: 2-2        |              |       |               |                               |  |  |
|                   |              |       |               |                               |  |  |

| 6 de abril, 20:00 | Independiente | 81–70 | Salta Basket | Santiago del Estero         |  |  |
|                   |               |       |              |                             |  |  |
|                   |               |       |              | Pabellón: Dr. Israel Parnas |  |  |
| Serie: 3-2        |               |       |              |                             |  |  |
|                   |               |       |              |                             |  |  |

###### Amancay vs Comunicaciones
| 26 de marzo, 21:30 | Amancay | 84–74 | Comunicaciones | La Rioja                     |  |  |
|                    |         |       |                |                              |  |  |
|                    |         |       |                | Pabellón: C.A. Independiente |  |  |
| Serie: 1-0         |         |       |                |                              |  |  |
|                    |         |       |                |                              |  |  |

| 26 de marzo, 21:30 | Amancay | 75–76 | Comunicaciones | La Rioja                     |  |  |
|                    |         |       |                |                              |  |  |
|                    |         |       |                | Pabellón: C.A. Independiente |  |  |
| Serie: 1-1         |         |       |                |                              |  |  |
|                    |         |       |                |                              |  |  |

| 1 de abril, 21:00 | Comunicaciones | 80–78 | Amancay | Mercedes              |  |  |
|                   |                |       |         |                       |  |  |
|                   |                |       |         | Pabellón: El Plateado |  |  |
| Serie: 2-1        |                |       |         |                       |  |  |
|                   |                |       |         |                       |  |  |

| 3 de abril, 21:00 | Comunicaciones | 62–78 | Amancay | Mercedes              |  |  |
|                   |                |       |         |                       |  |  |
|                   |                |       |         | Pabellón: El Plateado |  |  |
| Serie: 2-2        |                |       |         |                       |  |  |
|                   |                |       |         |                       |  |  |

| 6 de abril, 21:30 | Amancay | 76–63 | Comunicaciones | La Rioja                     |  |  |
|                   |         |       |                |                              |  |  |
|                   |         |       |                | Pabellón: C.A. Independiente |  |  |
| Serie: 3-2        |         |       |                |                              |  |  |
|                   |         |       |                |                              |  |  |

##### Conferencia Sur

###### Lanús vs Quilmes
| 27 de marzo, 20:30 | Lanús | 80–50 | Quilmes | Lanús                    |  |  |
|                    |       |       |         |                          |  |  |
|                    |       |       |         | Pabellón: Antonio Rotili |  |  |
| Serie: 1-0         |       |       |         |                          |  |  |
|                    |       |       |         |                          |  |  |

| 29 de marzo, 20:30 | Lanús | 77–71 | Quilmes | Lanús                    |  |  |
|                    |       |       |         |                          |  |  |
|                    |       |       |         | Pabellón: Antonio Rotili |  |  |
| Serie: 2-0         |       |       |         |                          |  |  |
|                    |       |       |         |                          |  |  |

| 2 de abril, 21:00 | Quilmes | 76–85 | Lanús | Mar del Plata           |  |  |
|                   |         |       |       |                         |  |  |
|                   |         |       |       | Pabellón: José Martínez |  |  |
| Serie: 0-3        |         |       |       |                         |  |  |
|                   |         |       |       |                         |  |  |

###### Pico FC vs Gimnasia (La Plata)
| 27 de marzo, 21:30 | Pico FC | 83–70 | Gimnasia (LP) | General Pico                  |  |  |
|                    |         |       |               |                               |  |  |
|                    |         |       |               | Pabellón: Parque Ángel Larrea |  |  |
| Serie: 0-1         |         |       |               |                               |  |  |
|                    |         |       |               |                               |  |  |

| 29 de marzo, 21:30 | Pico FC | 73–66 | Gimnasia (LP) | General Pico                  |  |  |
|                    |         |       |               |                               |  |  |
|                    |         |       |               | Pabellón: Parque Ángel Larrea |  |  |
| Serie: 2-0         |         |       |               |                               |  |  |
|                    |         |       |               |                               |  |  |

| 2 de abril, 20:30 | Gimnasia (LP) | 77–73 | Pico FC | La Plata                |  |  |
|                   |               |       |         |                         |  |  |
|                   |               |       |         | Pabellón: Víctor Nethol |  |  |
| Serie: 1-2        |               |       |         |                         |  |  |
|                   |               |       |         |                         |  |  |

| 4 de abril, 20:30 | Gimnasia (LP) | 83–77 | Pico FC | La Plata                |  |  |
|                   |               |       |         |                         |  |  |
|                   |               |       |         | Pabellón: Víctor Nethol |  |  |
| Serie: 2-2        |               |       |         |                         |  |  |
|                   |               |       |         |                         |  |  |

| 7 de abril, 21:30 | Pico FC | 75–80 | Gimnasia (LP) | General Pico                  |  |  |
|                   |         |       |               |                               |  |  |
|                   |         |       |               | Pabellón: Parque Ángel Larrea |  |  |
| Serie: 2-3        |         |       |               |                               |  |  |
|                   |         |       |               |                               |  |  |

###### La Unión (Colón) vs Deportivo Viedma
| 27 de marzo, 21:30 | La Unión (C) | 67–98 | Deportivo Viedma | Colón                          |  |  |
|                    |              |       |                  |                                |  |  |
|                    |              |       |                  | Pabellón: Carlos José Delasoie |  |  |
| Serie: 0-1         |              |       |                  |                                |  |  |
|                    |              |       |                  |                                |  |  |

| 29 de marzo, 21:30 | La Unión (C) | 78–68 | Deportivo Viedma | Colón                          |  |  |
|                    |              |       |                  |                                |  |  |
|                    |              |       |                  | Pabellón: Carlos José Delasoie |  |  |
| Serie: 1-1         |              |       |                  |                                |  |  |
|                    |              |       |                  |                                |  |  |

| 2 de abril, 21:00 | Deportivo Viedma | 91–57 | La Unión (C) | Viedma                         |  |  |
|                   |                  |       |              |                                |  |  |
|                   |                  |       |              | Pabellón: Ángel Cayetano Arias |  |  |
| Serie: 2-1        |                  |       |              |                                |  |  |
|                   |                  |       |              |                                |  |  |

| 4 de abril, 21:00 | Deportivo Viedma | 90–89 | La Unión (C) | Viedma                         |  |  |
|                   |                  |       |              |                                |  |  |
|                   |                  |       |              | Pabellón: Ángel Cayetano Arias |  |  |
| Serie: 3-1        |                  |       |              |                                |  |  |
|                   |                  |       |              |                                |  |  |

###### Racing Club (Chivilcoy) vs Pergamino Básquet
| 27 de marzo, 21:00 | Racing (CH) | 70–64 | Pergamino Básquet | Chivilcoy              |  |  |
|                    |             |       |                   |                        |  |  |
|                    |             |       |                   | Pabellón: Grilon Arena |  |  |
| Serie: 1-0         |             |       |                   |                        |  |  |
|                    |             |       |                   |                        |  |  |

| 29 de marzo, 21:00 | Racing (CH) | 80–62 | Pergamino Básquet | Chivilcoy              |  |  |
|                    |             |       |                   |                        |  |  |
|                    |             |       |                   | Pabellón: Grilon Arena |  |  |
| Serie: 2-0         |             |       |                   |                        |  |  |
|                    |             |       |                   |                        |  |  |

| 2 de abril, 21:30 | Pergamino Básquet | 85–79 | Racing (CH) | Pergamino                      |  |  |
|                   |                   |       |             |                                |  |  |
|                   |                   |       |             | Pabellón: Ricardo Dorado Merlo |  |  |
| Serie: 1-2        |                   |       |             |                                |  |  |
|                   |                   |       |             |                                |  |  |

| 4 de abril, 21:30 | Pergamino Básquet | 71–82 | Racing (CH) | Pergamino                      |  |  |
|                   |                   |       |             |                                |  |  |
|                   |                   |       |             | Pabellón: Ricardo Dorado Merlo |  |  |
| Serie: 1-3        |                   |       |             |                                |  |  |
|                   |                   |       |             |                                |  |  |

#### Semifinales de conferencia

##### Conferencia Norte

###### Sportivo Suardi vs San Isidro
| 13 de abril, 21:00 | Sportivo Suardi | 93–80 | San Isidro | Suardi                             |  |  |
|                    |                 |       |            |                                    |  |  |
|                    |                 |       |            | Pabellón: El Gigante de la Avenida |  |  |
| Serie: 1-0         |                 |       |            |                                    |  |  |
|                    |                 |       |            |                                    |  |  |

| 15 de abril, 21:00 | Sportivo Suardi | 79–71 | San Isidro | Suardi                             |  |  |
|                    |                 |       |            |                                    |  |  |
|                    |                 |       |            | Pabellón: El Gigante de la Avenida |  |  |
| Serie: 2-0         |                 |       |            |                                    |  |  |
|                    |                 |       |            |                                    |  |  |

| 18 de abril, 21:00 | San Isidro | 80–82 | Sportivo Suardi | San Francisco           |  |  |
|                    |            |       |                 |                         |  |  |
|                    |            |       |                 | Pabellón: Antonio Manno |  |  |
| Serie: 0-3         |            |       |                 |                         |  |  |
|                    |            |       |                 |                         |  |  |

###### Amancay vs Independiente
| 13 de abril, 21:30 | Amancay | 54–64 | Independiente | La Rioja                     |  |  |
|                    |         |       |               |                              |  |  |
|                    |         |       |               | Pabellón: C.A. Independiente |  |  |
| Serie: 0-1         |         |       |               |                              |  |  |
|                    |         |       |               |                              |  |  |

| 15 de abril, 21:30 | Amancay | 77–75 | Independiente | La Rioja                     |  |  |
|                    |         |       |               |                              |  |  |
|                    |         |       |               | Pabellón: C.A. Independiente |  |  |
| Serie: 1-1         |         |       |               |                              |  |  |
|                    |         |       |               |                              |  |  |

| 18 de abril, 22:00 | Independiente | 73–74 | Amancay | Santiago del Estero         |  |  |
|                    |               |       |         |                             |  |  |
|                    |               |       |         | Pabellón: Dr. Israel Parnas |  |  |
| Serie: 1-2         |               |       |         |                             |  |  |
|                    |               |       |         |                             |  |  |

| 20 de abril, 21:30 | Independiente | 70–50 | Amancay | Santiago del Estero         |  |  |
|                    |               |       |         |                             |  |  |
|                    |               |       |         | Pabellón: Dr. Israel Parnas |  |  |
| Serie: 2-2         |               |       |         |                             |  |  |
|                    |               |       |         |                             |  |  |

| 23 de abril, 21:40 | Amancay | 64–78 | Independiente | La Rioja                     |  |  |
|                    |         |       |               |                              |  |  |
|                    |         |       |               | Pabellón: C.A. Independiente |  |  |
| Serie: 2-3         |         |       |               |                              |  |  |
|                    |         |       |               |                              |  |  |

##### Conferencia Sur

###### Lanús vs Gimnasia (La Plata)
| 12 de abril, 21:10 | Lanús | 81–69 | Gimnasia (LP) | Lanús                    |  |  |
|                    |       |       |               |                          |  |  |
|                    |       |       |               | Pabellón: Antonio Rotili |  |  |
| Serie: 1-0         |       |       |               |                          |  |  |
|                    |       |       |               |                          |  |  |

| 14 de abril, 20:30 | Lanús | 71–58 | Gimnasia (LP) | Lanús                    |  |  |
|                    |       |       |               |                          |  |  |
|                    |       |       |               | Pabellón: Antonio Rotili |  |  |
| Serie: 2-0         |       |       |               |                          |  |  |
|                    |       |       |               |                          |  |  |

| 17 de abril, 20:40 | Gimnasia (LP) | 71–80 | Lanús | La Plata                |  |  |
|                    |               |       |       |                         |  |  |
|                    |               |       |       | Pabellón: Víctor Nethol |  |  |
| Serie: 0-3         |               |       |       |                         |  |  |
|                    |               |       |       |                         |  |  |

###### Racing Club (Chivilcoy) vs Deportivo Viedma
| 12 de abril, 21:30 | Racing (CH) | 87–67 | Deportivo Viedma | Chivilcoy              |  |  |
|                    |             |       |                  |                        |  |  |
|                    |             |       |                  | Pabellón: Grilon Arena |  |  |
| Serie: 1-0         |             |       |                  |                        |  |  |
|                    |             |       |                  |                        |  |  |

| 14 de abril, 21:00 | Racing (CH) | 71–56 | Deportivo Viedma | Chivilcoy              |  |  |
|                    |             |       |                  |                        |  |  |
|                    |             |       |                  | Pabellón: Grilon Arena |  |  |
| Serie: 2-0         |             |       |                  |                        |  |  |
|                    |             |       |                  |                        |  |  |

| 17 de abril, 21:00 | Deportivo Viedma | 76–90 | Racing (CH) | Viedma                         |  |  |
|                    |                  |       |             |                                |  |  |
|                    |                  |       |             | Pabellón: Ángel Cayetano Arias |  |  |
| Serie: 0-3         |                  |       |             |                                |  |  |
|                    |                  |       |             |                                |  |  |

#### Finales de conferencia

##### Conferencia Norte

###### Sportivo Suardi vs Independiente
| 28 de abril, 21:00 | Sportivo Suardi | 78–76 | Independiente | Suardi                             |  |  |
|                    |                 |       |               |                                    |  |  |
|                    |                 |       |               | Pabellón: El Gigante de la Avenida |  |  |
| Serie: 1-0         |                 |       |               |                                    |  |  |
|                    |                 |       |               |                                    |  |  |

| 30 de abril, 21:00 | Sportivo Suardi | 91–65 | Independiente | Suardi                             |  |  |
|                    |                 |       |               |                                    |  |  |
|                    |                 |       |               | Pabellón: El Gigante de la Avenida |  |  |
| Serie: 2-0         |                 |       |               |                                    |  |  |
|                    |                 |       |               |                                    |  |  |

| 4 de mayo, 21:30 | Independiente | 70–67 | Sportivo Suardi | Santiago del Estero         |  |  |
|                  |               |       |                 |                             |  |  |
|                  |               |       |                 | Pabellón: Dr. Israel Parnas |  |  |
| Serie: 1-2       |               |       |                 |                             |  |  |
|                  |               |       |                 |                             |  |  |

| 6 de mayo, 21:30 | Independiente | 81–77 | Sportivo Suardi | Santiago del Estero         |  |  |
|                  |               |       |                 |                             |  |  |
|                  |               |       |                 | Pabellón: Dr. Israel Parnas |  |  |
| Serie: 2-2       |               |       |                 |                             |  |  |
|                  |               |       |                 |                             |  |  |

| 9 de mayo, 21:00 | Sportivo Suardi | 83–67 | Independiente | Suardi                             |  |  |
|                  |                 |       |               |                                    |  |  |
|                  |                 |       |               | Pabellón: El Gigante de la Avenida |  |  |
| Serie: 3-2       |                 |       |               |                                    |  |  |
|                  |                 |       |               |                                    |  |  |

##### Conferencia Sur

###### Lanús vs Racing (Chivilcoy)
| 28 de abril, 20:15 | Lanús | 62–56 | Racing (CH) | Lanús                    |  |  |
|                    |       |       |             |                          |  |  |
|                    |       |       |             | Pabellón: Antonio Rotili |  |  |
| Serie: 1-0         |       |       |             |                          |  |  |
|                    |       |       |             |                          |  |  |

| 30 de abril, 21:00 | Lanús | 75–78 | Racing (CH) | Lanús                    |  |  |
|                    |       |       |             |                          |  |  |
|                    |       |       |             | Pabellón: Antonio Rotili |  |  |
| Serie: 1-1         |       |       |             |                          |  |  |
|                    |       |       |             |                          |  |  |

| 5 de mayo, 21:00 | Racing (CH) | 75–68 | Lanús | Chivilcoy              |  |  |
|                  |             |       |       |                        |  |  |
|                  |             |       |       | Pabellón: Grilon Arena |  |  |
| Serie: 2-1       |             |       |       |                        |  |  |
|                  |             |       |       |                        |  |  |

| 7 de mayo, 21:00 | Racing (CH) | 75–54 | Lanús | Chivilcoy              |  |  |
|                  |             |       |       |                        |  |  |
|                  |             |       |       | Pabellón: Grilon Arena |  |  |
| Serie: 3-1       |             |       |       |                        |  |  |
|                  |             |       |       |                        |  |  |

#### Finales nacionales

##### Racing (Chivilcoy) vs Sportivo Suardi
| 13 de mayo, 21:00 | Racing (CH) | 93–81 | Sportivo Suardi | Chivilcoy              |  |  |
|                   |             |       |                 |                        |  |  |
|                   |             |       |                 | Pabellón: Grilon Arena |  |  |
| Serie: 1-0        |             |       |                 |                        |  |  |
|                   |             |       |                 |                        |  |  |

| 16 de mayo, 21:00 | Racing (CH) | 82–75 | Sportivo Suardi | Chivilcoy              |  |  |
|                   |             |       |                 |                        |  |  |
|                   |             |       |                 | Pabellón: Grilon Arena |  |  |
| Serie: 2-0        |             |       |                 |                        |  |  |
|                   |             |       |                 |                        |  |  |

| 18 de mayo, 20:30 | Sportivo Suardi | 71–97 | Racing (CH) | Suardi                             |  |  |
|                   |                 |       |             |                                    |  |  |
|                   |                 |       |             | Pabellón: El Gigante de la Avenida |  |  |
| Serie: 0-3        |                 |       |             |                                    |  |  |
|                   |                 |       |             |                                    |  |  |

Racing Club (Chivilcoy)
Campeón
Accede a la final por el ascenso

## Descenso

### Conferencia Sur

#### Ciclista (Junín) vs Pilar
| 19 de marzo, 21:00 | Ciclista (J) | 90–56 | Pilar | Junín                              |  |  |
|                    |              |       |       |                                    |  |  |
|                    |              |       |       | Pabellón: El Coliseo del Boulevard |  |  |
| Serie: 1-0         |              |       |       |                                    |  |  |
|                    |              |       |       |                                    |  |  |

| 21 de marzo, 21:00 | Ciclista (J) | 63–59 | Pilar | Junín                              |  |  |
|                    |              |       |       |                                    |  |  |
|                    |              |       |       | Pabellón: El Coliseo del Boulevard |  |  |
| Serie: 2-0         |              |       |       |                                    |  |  |
|                    |              |       |       |                                    |  |  |

| 24 de marzo, 21:00 | Pilar | 67–59 | Ciclista (J) | Pilar                      |  |  |
|                    |       |       |              |                            |  |  |
|                    |       |       |              | Pabellón: Javier Peverelli |  |  |
| Serie: 1-2         |       |       |              |                            |  |  |
|                    |       |       |              |                            |  |  |

| 26 de marzo, 21:00 | Pilar | 49–66 | Ciclista (J) | Pilar                      |  |  |
|                    |       |       |              |                            |  |  |
|                    |       |       |              | Pabellón: Javier Peverelli |  |  |
| Serie: 1-3         |       |       |              |                            |  |  |
|                    |       |       |              |                            |  |  |

### Conferencia Norte

#### Colón vs Montmartre
| 20 de marzo, 21:30 | Colón | 93–70 | Montmartre | Santa Fe               |  |  |
|                    |       |       |            |                        |  |  |
|                    |       |       |            | Pabellón: Roque Otrino |  |  |
| Serie: 1-0         |       |       |            |                        |  |  |
|                    |       |       |            |                        |  |  |

| 22 de marzo, 21:30 | Colón | 88–69 | Montmartre | Santa Fe               |  |  |
|                    |       |       |            |                        |  |  |
|                    |       |       |            | Pabellón: Roque Otrino |  |  |
| Serie: 2-0         |       |       |            |                        |  |  |
|                    |       |       |            |                        |  |  |

| 25 de marzo, 21:30 | Montmartre | 87–78 | Colón | S. F. del V. de Catamarca                   |  |  |
|                    |            |       |       |                                             |  |  |
|                    |            |       |       | Pabellón: Polideportivo Fray Mamerto Esquiú |  |  |
| Serie: 1-2         |            |       |       |                                             |  |  |
|                    |            |       |       |                                             |  |  |

| 27 de marzo, 21:30 | Montmartre | 79–96 | Colón | S. F. del V. de Catamarca                   |  |  |
|                    |            |       |       |                                             |  |  |
|                    |            |       |       | Pabellón: Polideportivo Fray Mamerto Esquiú |  |  |
| Serie: 1-3         |            |       |       |                                             |  |  |
|                    |            |       |       |                                             |  |  |

## Final

##### Racing Club (Chivilcoy) vs San Isidro
| 27 de mayo, 21:00 | Racing (CH) | 88–68 | San Isidro | Chivilcoy              |  |  |
|                   |             |       |            |                        |  |  |
|                   |             |       |            | Pabellón: Grilon Arena |  |  |
| Serie: 0-0        |             |       |            |                        |  |  |
|                   |             |       |            |                        |  |  |

| 29 de mayo, 21:00 | Racing (CH) | 73–65 | San Isidro | Chivilcoy              |  |  |
|                   |             |       |            |                        |  |  |
|                   |             |       |            | Pabellón: Grilon Arena |  |  |
| Serie: 2-0        |             |       |            |                        |  |  |
|                   |             |       |            |                        |  |  |

| 2 de junio, 21:00 | San Isidro | 62–54 | Racing (CH) | San Francisco           |  |  |
|                   |            |       |             |                         |  |  |
|                   |            |       |             | Pabellón: Antonio Manno |  |  |
| Serie: 1-2        |            |       |             |                         |  |  |
|                   |            |       |             |                         |  |  |

| 4 de junio, 21:00 | San Isidro | 76–72 | Racing (CH) | San Francisco           |  |  |
|                   |            |       |             |                         |  |  |
|                   |            |       |             | Pabellón: Antonio Manno |  |  |
| Serie: 2-2        |            |       |             |                         |  |  |
|                   |            |       |             |                         |  |  |

| 7 de junio, 21:00 | Racing (CH) | 88–76 | San Isidro | Chivilcoy              |  |  |
|                   |             |       |            |                        |  |  |
|                   |             |       |            | Pabellón: Grilon Arena |  |  |
| Serie: 3-2        |             |       |            |                        |  |  |
|                   |             |       |            |                        |  |  |